# Romeinse mythologie van A tot Z

## A
Ajax - Aeneas - Amata - Amor - Anchises - Apollo - Arachne - Ascanius

## B
Bacchus - Bellona

## C
Cacus - Camenae - Carmenta - Ceres - Concordia - Cornucopia - Cupido - Curiatii

## D
Diana - Dido

## E
Egeria - Euander

## F
Fauna - Faunus - Fides - Flora - Fortuna

## G
Genius - Gratiae

## H
Hercules - Horatii

## I
Iustitia - Iuturna

## J
Janus - Juno  - Jupiter

## L
Lares - Latinus - Lavinia - Libertas - Libya (mythologie)

## M
Mars - Mercurius - Minerva

## N
Neptunus - Nox

## O
Odysseus

## P
Penates - Pluto - Pomona (godin) - Porrima - Portunus - Postversa

## Q
Quirinus

## R
Remus - Rhea Silvia - Roma - Romulus - Rutuli

## S
Sancus - Saturnus - Spes

## T
Telegonus - Terminus - Turnus

## U
Uranus

## V
Venus - Vertumnus - Vesta - Vulcanus

## Z
Mythologie van A tot Z · Categorie